# Réserve naturelle du plateau de Tétény
La réserve naturelle du plateau de Tétény (en hongrois : Tétényi-fennsík természetvédelmi terület) est une aire protégée de Hongrie située à Budapest et dont le périmètre est caractérisé comme d'intérêt local.